# 帕哥火山
帕哥火山位于巴布亚新几内亚的西新不列颠省，金贝東部。 帕哥火山是一个年轻的破火山口，位於Witori破火山口之內。 布鲁火山口將Witori破火山口的西南翼切開。帕哥火山最大的爆发在公元前4000±200年，火山爆發指數(VEI)為6級，噴出10立方公里(2.5 立方英里)的物質。在1370±100年有另一次爆發，VEI 6級，噴出30 立方公里(7 立方英里)的物質。在710±75年的爆發同樣為VEI 6級，噴出了20 立方公里 (5 立方英里)的火山灰。